# Manoir de Trébulan
Le manoir de Trébulan est un édifice situé à Guer en France.

## Localisation
Le manoir est situé sur le territoire de la commune de Guer, au lieu-dit Trébulan, dans le département du Morbihan en région Bretagne.

## Description
Le manoir date du XVIIe siècle. Édifice à un étage carré construit en moellons sans chaîne en pierre de taille de quartz et de schiste. Toiture à longs pans recouverte d'ardoises, pignon couvert.

## Historique
Édifice du XVIIe siècle, un pigeonnier (détruit) figure au cadastre de 1813.
Le manoir est inscrit à l'inventaire général du patrimoine culturel.